# HD 154556
HD 154556 eller HR 6357 är en ensam stjärna belägen i den norra delen av stjärnbilden Paradisfågeln. Den har en skenbar magnitud av ca 6,21 och är mycket svagt synlig för blotta ögat där ljusföroreningar ej förekommer. Baserat på parallax enligt Gaia Data Release 3 på ca 14,34 mas, beräknas den befinna sig på ett avstånd på ca 228 ljusår (70 parsek) från solen. Den rör sig närmare solen med en heliocentrisk radialhastighet på ca -24 km/s. På det beräknade avståndet är stjärnans magnitud minskad med 0,26 enhet på grund av interstellärt stoft.

## Egenskaper
HD 154556 är en orange till gul underjättestjärna av spektralklass K1 IV CN3 med ett måttligt överskott av cyanoradikaler i dess spektrum, vilket gör den till en CN-stjärna. Den har en massa som är lika med ca 1,25 solmassor, en radie som är ca 6,4 solradier och utsänder energi från dess fotosfär motsvarande ca 20 gånger solen vid en effektiv temperatur av ca 4 700 K. Den har en metallicitet nära solens och långsam rotation med en projicerad rotationshastighet mindre än 1 m/s.